# Zetoborella gemmicula
Zetoborella gemmicula är en kackerlacksart som beskrevs av Morgan Hebard 1921. Zetoborella gemmicula ingår i släktet Zetoborella och familjen jättekackerlackor. Inga underarter finns listade i Catalogue of Life.